# Jocul cu moartea (roman)
Jocul cu moartea este un roman picaresc de război scris în anii 1956–1962 de Zaharia Stancu și publicat în 1962 de Editura pentru Literatură din București. Romanul reia firul narativ din Desculț (1948) și continuă biografia fabuloasă a lui Darie în stilul scrierilor lui Panait Istrati. El se situează cronologic în ciclul epic al lui Darie între povestirea „Florile pământului” (1954), ce va deveni ulterior capitol final al romanului Desculț, și romanul Pădurea nebună (1963).
Autorul prezintă călătoria forțată a adolescentului Darie prin țările din Peninsula Balcanică în timpul Primului Război Mondial și aventurile prin care trece pe drumul de întoarcere spre România. Tânărul inocent, încă nealterat de contactul cu mizeria umană, este însoțit pe parcursul acestui drum de un individ declasat și cinic poreclit Diplomatul. Cei doi încearcă să supraviețuiască confruntărilor armate, bolilor și foametei, devenind martori ai atrocităților războiului. Darie se maturizează pe parcursul acestei călătorii și ajunge cu bine în patrie, în timp ce Diplomatul sfârșește prin a fi arestat de autorități.
Spre deosebire însă de majoritatea cărților de război, Jocul cu moartea nu prezintă bătăliile de pe front sau viața militarilor în tranșee, ci procesul de dezumanizare al oamenilor simpli pe care îl provoacă războiul. Viața omului își pierde tot mai mult valoarea în acest context amenințător, determinând apariția unor atitudini de nepăsare și chiar de cruzime. Romanul poate fi considerat astfel o parabolă despre umanitarism.
Jocul cu moartea a fost ecranizat în 1976 de regizorul Andrei Blaier într-un film intitulat Prin cenușa imperiului, în care rolurile principale au fost interpretate de Gabriel Oseciuc (Darie) și Gheorghe Dinică (Diplomatul).

## Rezumat

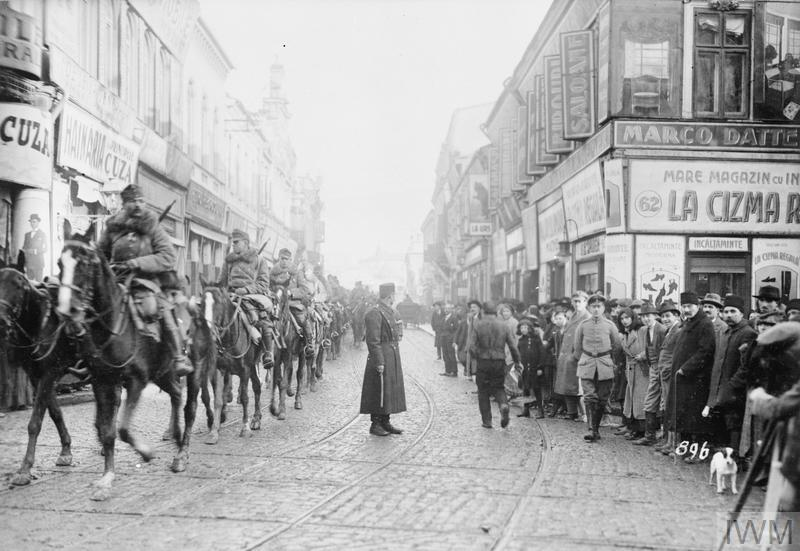
Trupe germane de cavalerie pe străzile Bucureștilor

Un grup de indivizi fără acte capturați în toamna anului 1917 pe străzile Bucureștiului, în urma unei razii a poliției, este predat autorităților militare germane de ocupație și îmbarcat cu forța într-un tren de marfă pentru a însoți un transport de oi rechiziționate de nemți. Printre acești prizonieri se află și tânărul Darie, un țăran șchiop care sosise cu câteva săptămâni mai înainte în capitala României pentru a-și crea o viață mai bună. În prima noapte, Diplomatul, un individ declasat ce pretindea că fusese consul, dar care era de fapt „nene la o casă de fete” de pe Calea Griviței, măsluitor de cărți și escroc, încearcă să-l prade pe Darie și este înjunghiat. Vagonul ia foc în îmbulzeala creată, iar doi bărbați (Spelbul și Siteavul) din grupul de prizonieri îl salvează de la moarte pe Diplomat.
Trenul urma să părăsească România la Orșova și trebuia să ajungă pe unul dintre fronturile germane. La auzul veștii, naivul Darie are o explozie de bucurie nereținută la gândul că va călători și va vedea lumea. În timpul călătoriei, Darie trebuie să aibă grijă de cel pe care îl înjunghiase. Diplomatul îl poreclește „Scaurus” („picior strâmb” în limba latină) și-i spune că-l va sili să-i plătească fapta, făcându-l sluga lui. Darie află de la Diplomat că trenul nu merge în Germania, ci în Balcani, în apropiere de Bitolia; oile trebuiau duse pe front, iar prizonierii urmau să fie folosiți acolo la săparea tranșeelor.
În timpul traversării Dunării, Spelbul reușește să evadeze, iar Siteavul îl ucide pe frizerul Noe Dodu pe care-l dușmănea de mai mult timp din cauza unei femei. Ajunși la Semendria (Serbia), feldwebelul neamț îi lasă liberi pe prizonierii români să se plimbe prin oraș până când urmau să sosească locomotivele noi. Tânărul Darie se desparte de grup și rătăcește prin localitatea distrusă de război, pe ale cărei străzi se aflau oameni spânzurați. El cumpără o pereche de ghete de la un sârb și apoi este salvat de la moarte de o sârboaică văduvă, care-i dă de mâncare și îi spală hainele. Apropiindu-se de linia frontului, trenul trece peste o mină aflată pe calea ferată și deraiază în urma exploziei provocate de partizanii sârbi, iar în acest incident mor mai mulți bărbați din grup, printre care și Siteavul.
După două zile și două nopți trenul ajunge la capătul de linie. Oile sunt descărcate din vagoane, iar prizonierii români așteaptă să fie duși pe frontul din Bitolia. Aeroplanele Armatei Franceze bombardează gara în acea după-amiază, iar în vacarmul produs de atacul aerian Darie și Diplomatul scapă de sub supravegherea soldaților care îi păzeau și reușesc să fugă, ascunzându-se într-o pădure. Cei doi vor să meargă în direcții opuse: Darie, căruia i se făcuse dor de țară, vrea să se întoarcă acasă, în timp ce Diplomatul dorește să traverseze Marea Adriatică pentru a ajunge în Italia. Cei doi pornesc împreună spre Albania, traversează păduri și munți și sunt pe punctul de a fi împușcați de doi clefți greci pentru a li se fura încălțămintea. Într-un sat devastat de război ei nimeresc în mijlocul unor lupte între soldații nemți și partizanii macedoneni. Sunt capturați de macedoneni și luptă alături de ei împotriva nemților, fiind apoi lăsați liberi să plece. Conducătorul partizanilor îi sfătuiește să meargă înspre România, deoarece traversarea Albaniei era periculoasă din cauza tulburărilor mari ce aveau loc în acea țară.

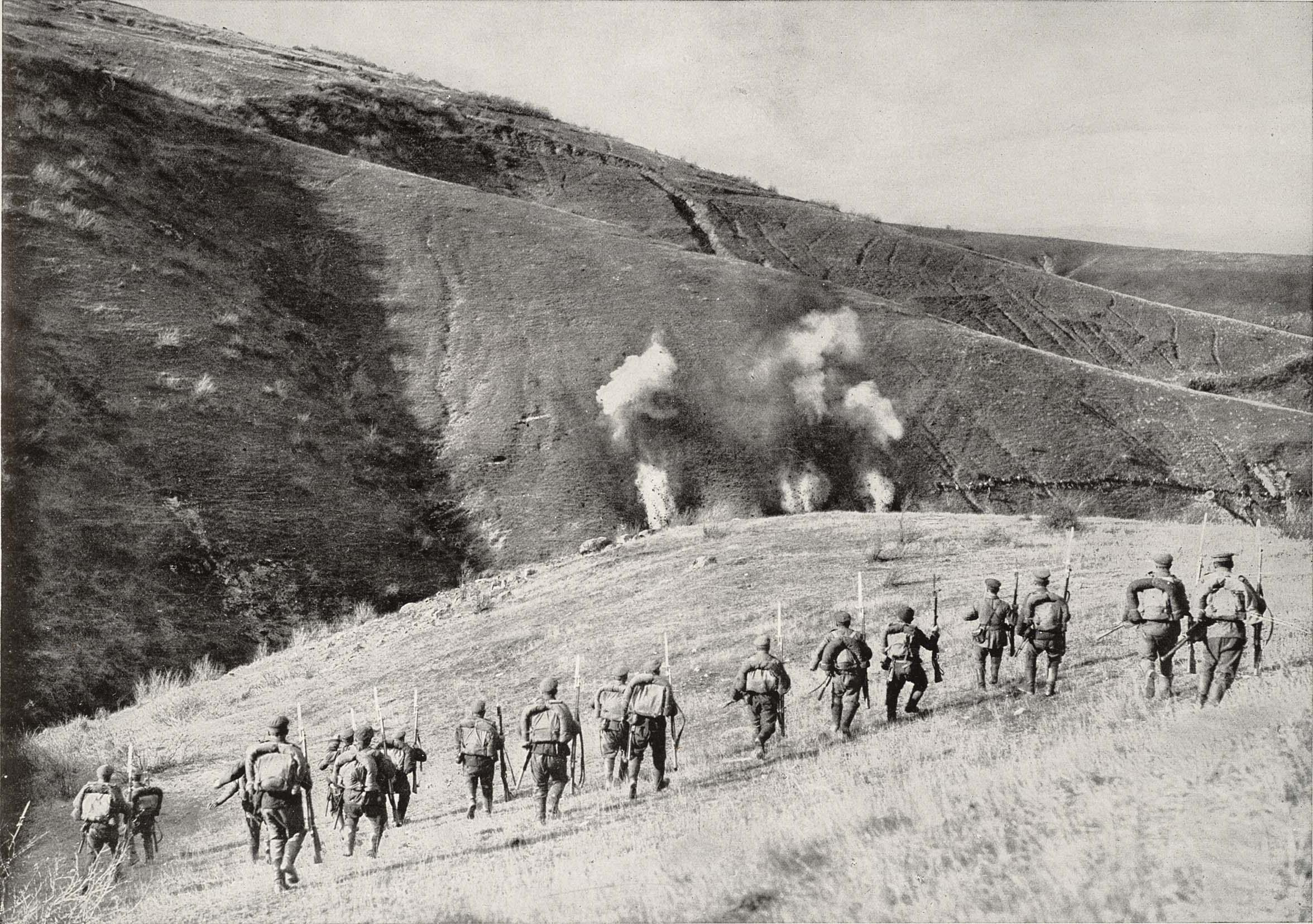
Lupte în zona orașului Bitolia în 1916

În timpul drumului, Darie are halucinații și este îngrijit de Diplomat. Un turc le fură hainele pe când se scăldau într-un râu, dar două grecoaice (Chrisis și Popi), care nu-și mai văzuseră bărbații de trei ani, îi salvează din această situație neplăcută și le dau mâncare, băutură și haine, apoi întrețin relații sexuale cu ei. Darie și Diplomatul trec clandestin granița în Bulgaria și sunt arestați de grăniceri, dar sergentul bulgar, care avusese înainte de război o grădină de zarzavat pe malurile Călmățuiului, îi lasă liberi și le arată drumul către țară. După trei săptămâni de drum, cei doi pribegi ajung în satul Cosui de pe malul bulgăresc al Dunării. Bat la ușa unei case și sunt primiți de un pescar român pe nume Raliș Tuie, căruia Diplomatul îi oferă o mahmudea de aur (pe care o furase de la grecoaice) pentru a-i trece Dunărea. Pescarul îi lasă moneda ca zălog nurorii sale, Lița, și apoi îi trece cu luntrea pe malul românesc.
Darie și Diplomatul traversează pe jos câmpia Bărăganului și ajung la București după două luni de absență. Ei intră într-o cafenea, iar fostul consul mărturisește că a furat mahmudeaua de la nora luntrașului. Acolo, Diplomatul este recunoscut și arestat de comisarul Aburel, fiind căutat de autorități pentru că umpluse Bucureștiul cu bancnote false. Rămas singur, Darie se duce la frizeria lui Dodu din cartierul Tei și-i spune Anghelicăi că soțul ei și bărbatul cu voce siteavă muriseră. Mahalagioaica îl primește în gazdă, iar tânărul își reia vechea ocupație de vânzător de ziare. În prima zi de lucru Darie află din ziarul Bukarester Tageblatt că avusese loc o revoluție la Petrograd, iar guvernul provizoriu rus condus de Kerenski fusese arestat de bolșevici. El prevede că și Kaiserul va fi răsturnat în curând de la putere.

## Structură
Romanul Jocul cu moartea nu este împărțit în capitole, părțile componente nefiind separate de spații libere.

## Personaje
- Darie — un țăran în vârstă de aproape 15 ani,[42][43] originar din satul Omida de pe valea Călmățuiului,[44] alter ego al autorului.[45][46] A fost trimis la București în vara anului 1917 de boierul Arizan din Clocociov.[20][N 1] A lucrat mai întâi ca slugă în casa boierului de la București și apoi ca vânzător stradal de ziare, fiind capturat de poliție cu ocazia unei razii și trimis la muncă forțată în folosul armatei germane de ocupație.[9][20][23]
- Diplomatul — un bărbat între două vârste, vagabond mitoman și pervers,[30] pretins aristocrat, ce susține că vorbește 12 limbi străine;[25] potrivit propriilor afirmații, s-a născut la Khartoum (Sudan), unde tatăl său era consul,[25][47] și nu a muncit niciodată.[48] Cu 18 ani în urmă, pe când avea vârsta de 22 de ani, și-a convins familia să se sinucidă cu mangal, după ce o adusese la ruină în urma unei investiții nereușite în industria automobilelor, dar el și fratele său Dick s-au eschivat de la acest gest.[49][50] Rudele sale bogate au intervenit în favoarea lui și au obținut numirea lui în funcția de consul în diferite locuri (Varna, Uppsala și Bitolia).[51] Diplomatul afirmă inițial că se numește Temistocle Filodor, dar în diferite momente se prezintă sub alte nume (Zeno Zenon, Serafim, Cosîmbescu).[12][25][27][52] El este în realitate un escroc căutat de poliție.[53]
- Noe Dodu — un om tânăr, cu capul țuguiat și chel și cu mustața blondă, ce a fost înainte de război proprietarul unei frizerii în cartierul Tei, dar pe care a pierdut-o la cărți.[54] Este căsătorit cu o femeie pe nume Anghelica cu care are o fată pe nume Sița.[36] A luptat pe frontul din Transilvania, s-a retras cu armata în Moldova, apoi a dezertat și s-a întors în Bucureștiul aflat sub ocupație.[55] Este ucis de siteav cu ocazia trecerii Dunării.[15][31][34]
- Siteavul — un bărbat bondoc și vânjos, cu voce răgușită (siteavă);[25] prenumele lui este Costică.[56] Trăiește la București cu nevasta frizerului Dodu.[34][36] Îl ucide pe acesta din urmă cu ocazia traversării Dunării.[15][31][34] Moare în una din zilele următoare cu pieptul zdrobit și cu picioarele tăiate în urma deraierii trenului.[26][34]
- Spelbul — un tânăr înalt și cu fața spălăcită (spelbă), care a luptat pe frontul din Transilvania și a căzut prizonier lângă Corabia, dar a evadat.[57][58] S-a refugiat la București și a trăit acolo în timpul ocupației; a fost capturat de câteva ori de autoritățile de ocupație și trimis la muncă forțată, dar a reușit să fugă de fiecare dată.[59] Evadează din tren înainte de traversarea Dunării în Serbia.[60]
- Uwe Uhl — feldwebel german, șeful grupului de soldați care însoțește trenul.[61] Îi înjură pe prizonierii români, numindu-i „valahi murdari”, dar le permite să viziteze orașul Semendria în care domnește legea marțială pentru a le arăta ce vor păți dacă vor încerca să se opună sau să fugă.[62] Este ucis în bombardamentul aviației franceze din apropiere de Bitolia.[63]
- Diomedis și Petrachis — doi tâlhari greci („clefți”), care efectuează incursiuni armate în Macedonia în scopuri de jaf.[64] Încearcă să-i jefuiască pe cei doi fugari, dar se înduioșează de soarta lor, crezându-i greci, și le oferă chiar și țigări.[16][37]
- Gură-Neagră — comandantul grupului de partizani macedoneni; are un fiu pe nume Nuși, care moare în luptele cu nemții.[65][66] A lucrat cu ani în urmă ca paznic al moșiei boierului Arizan de la Clocociov și vorbește limba română.[37][67] Soția lui naște imediat după luptă un alt fiu, care primește numele fiului ucis.[65][66]
- căpitanul Miloș — ofițer în armata sârbă, care s-a alăturat partizanilor macedoneni.[68] Luptă eroic, alături de munteni, împotriva militarilor germani și austrieci.[69]
- Zicu — partizanul macedonean căruia i-a fost ucisă fetița (Milena) pe care o uitase în sat în graba refugierii în munți.[70] Plânge moartea fetiței, deși i-au mai rămas încă șapte copii.[71]
- Chrisis și Popi — cele două grecoaice care îi ajută pe fugari; soții lor fuseseră luați în armată cu trei ani în urmă.[16][37] Îi găzduiesc pe cei doi călători timp de „două zile și două nopți”, întreținând cu ei relații sexuale.[30][72]
- Ivan — fiul lui bai Gheorghe, sergent bulgar de grăniceri.[37] A avut înainte de război o grădină de zarzavat pe valea Călmățuiului, în care Darie a lucrat de la patru ani și jumătate până la doisprezece ani.[30][37][67][73] Înduioșat de soarta celor doi fugari, îi eliberează și le arată un drum ferit care să-i ducă pe malul Dunării.[74]
- Raliș Tuie — bătrân pescar român de pe malul bulgăresc al Dunării, care acceptă să-i treacă pe fugari pe malul românesc în schimbul unei mahmudele de aur.[37] Are un fiu pe nume Nedelcu care a fost mobilizat în Armata Bulgariei după începerea războiului.[75]
- Lița — nora lui Raliș Tuie; are doi copii cu Nedelcu, fiul pescarului.[76] Bătrânul îi încredințează mahmudeaua primită pentru a-i trece Dunărea pe fugari, dar Diplomatul i-o fură.[77]
- Aburel — comisar de poliție la București, care-l arestează pe Diplomat sub acuzația că a umplut Bucureștiul cu bancnote false.[37] Se bucură gândind că va obține recompensa pusă de Comandatura germană pentru prinderea falsificatorului.[78]
- Anghelica — soția frizerului Noe Dodu și ibovnica siteavului,[36] o mahalagioaică în vârstă de 38–40 de ani.[79] Îl găzduiește pe Darie și îi oferă hainele rămase de pe urma ambilor bărbați.[80]

## Scriere și publicare

### Scrierea romanului
Romanul Jocul cu moartea a fost scris în perioada 1956–1962, după cum a menționat însuși autorul pe ultima filă a cărții. Mărturisirea scriitorului că romanul ar fi fost scris „dintr-o răsuflare” pe parcursul unei săptămâni, adică de luni dimineața până sâmbătă „către ora șase”, se referă probabil doar la o primă versiune, ce ar fi fost definitivată pentru tipar abia după vreo șase ani, timp în care autorul ar fi lucrat la redactarea celor cinci volume ale cărții Rădăcinile sunt amare (1958–1959) și la realizarea unei versiuni uriașe a romanului Desculț (3 volume, 1960).
Vorbind despre procesul de elaborare a acestei cărți, autorul a precizat că întâmplările relatate, inspirate din realitate, se imprimaseră în memoria sa „ca pe o peliculă vizuală și sonoră”, așa că atunci când s-a așezat la masa de lucru avea în minte întreaga carte „capitol cu capitol, ba chiar frază cu frază”.
Apariția romanului Jocul cu moartea a fost anunțată încă din 1960 pe supracoperta volumului Clopote și struguri (vol. I al versiunii extinse a romanului Desculț). Astfel, Zaharia Stancu scria acolo că în 1961 urmau să apară volumele Proces la Curte, Pădurea nebună și Sfinți fără ochi, în 1962 Chivere și coifuri, Focuri pe asfalt și Jocul cu moartea și în 1963 Orașul împietrit și Bal la greci și tinerețea lui Darie, toate aceste cărți urmând să întregească ciclul Desculț și să reconstituie artistic istoria eroică a ascensiunii proletariatului. Din cauza faptului că scriitorul nu a mai putut continua ritmul alert de lucru din anii 1950 au apărut doar două volume dintre cele anunțate: Jocul cu moartea în 1962 și Pădurea nebună în 1963.

### Publicarea romanului
Jocul cu moartea a fost publicat în vara anului 1962 de către Editura pentru literatură din București, după ce redactorul responsabil al editurii îl dăduse la cules în 12 mai 1962 și își dăduse acordul pentru tipărire la 29 mai 1962. Prima ediție tipărită a avut un tiraj de 30.205 exemplare, din care 28.100 exemplare broșate și 2.105 exemplare legate. Volumul conținea o scurtă prezentare, semnată de criticul Radu Popescu, pe manșetele copertei.
Cartea a fost prost primită de critica literară a vremii, iar un cronicar contemporan s-a întrebat de ce a fost scrisă și i-a dojenit pe redactorii editurii că au publicat-o. Cu toate acestea, tinerii jurnaliști literari Paul Georgescu, Virgil Ardeleanu și Radu Enescu au salutat apariția cărții, urmați apoi de Valeriu Cristea și Gabriel Dimisianu. Criticii Dumitru Micu și Nicolae Manolescu au scris un comentariu elogios cu privire la acest roman în volumul Literatura română de azi (1965): „Considerate izolat, diversele întâmplări nu spun prea mult; împreună creează epic atmosfera anilor de război, aduc înaintea cititorului imaginea unei umanități torturate și cartea se citește ca un impresionant document omenesc”.
În cursul vieții autorului au avut loc două reeditări ale acestui roman: ed. a II-a îngrijită de Nicolae Scurtu (Editura pentru literatură, București, 1966, 260 p.) și ed. a III-a prefațată de Radu Popescu (Editura pentru literatură, București, Colecția Biblioteca pentru toți, nr. 461, 1968, 302 p.). Ediția definitivă publicată în Scrieri, vol. 8 (Editura Minerva, București, 1977), alături de romanul Pădurea nebună, conține puține diferențe față de ediția princeps, caracterizându-se doar printr-o împărțire a textului în mai multe alineate pentru ca textul să poată fi lecturat mai ușor. Odată cu trecerea timpului, Jocul cu moartea a înregistrat un tot mai mare succes de public și de critică și a fost tradus în peste zece limbi străine. Spre deosebire de Desculț (cel mai cunoscut roman din ciclul autobiografic al lui Darie), Jocul cu moartea a continuat să fie citit și după Revoluția din decembrie 1989, fiind republicat în 1994 de Editura Gramar din București în cadrul colecției „101+1 capodopere ale romanului românesc”, alături de Șatra și Ce mult te-am iubit, alte două romane ale lui Zaharia Stancu.

### Inspirație autobiografică

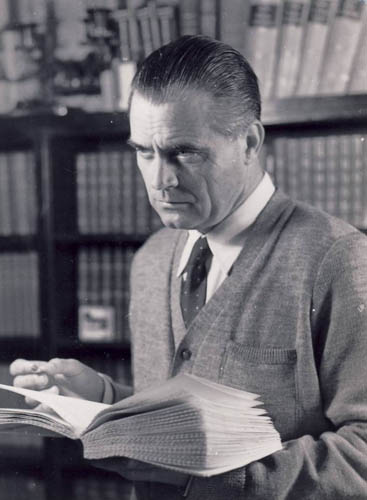
Scriitorul Zaharia Stancu la vârsta maturității literare

### Aspecte picarești

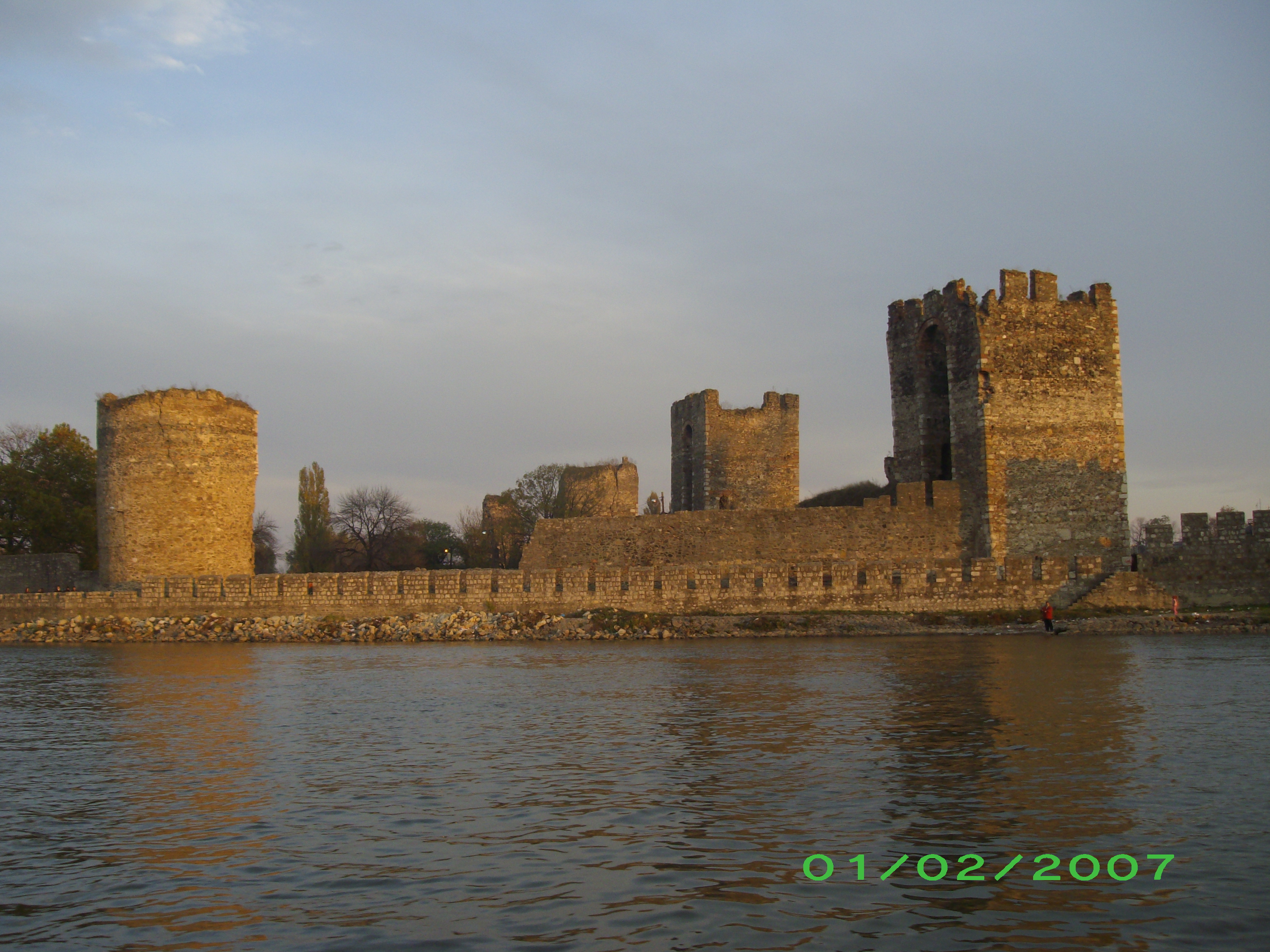
Cetatea Semendria văzută de pe Dunăre.

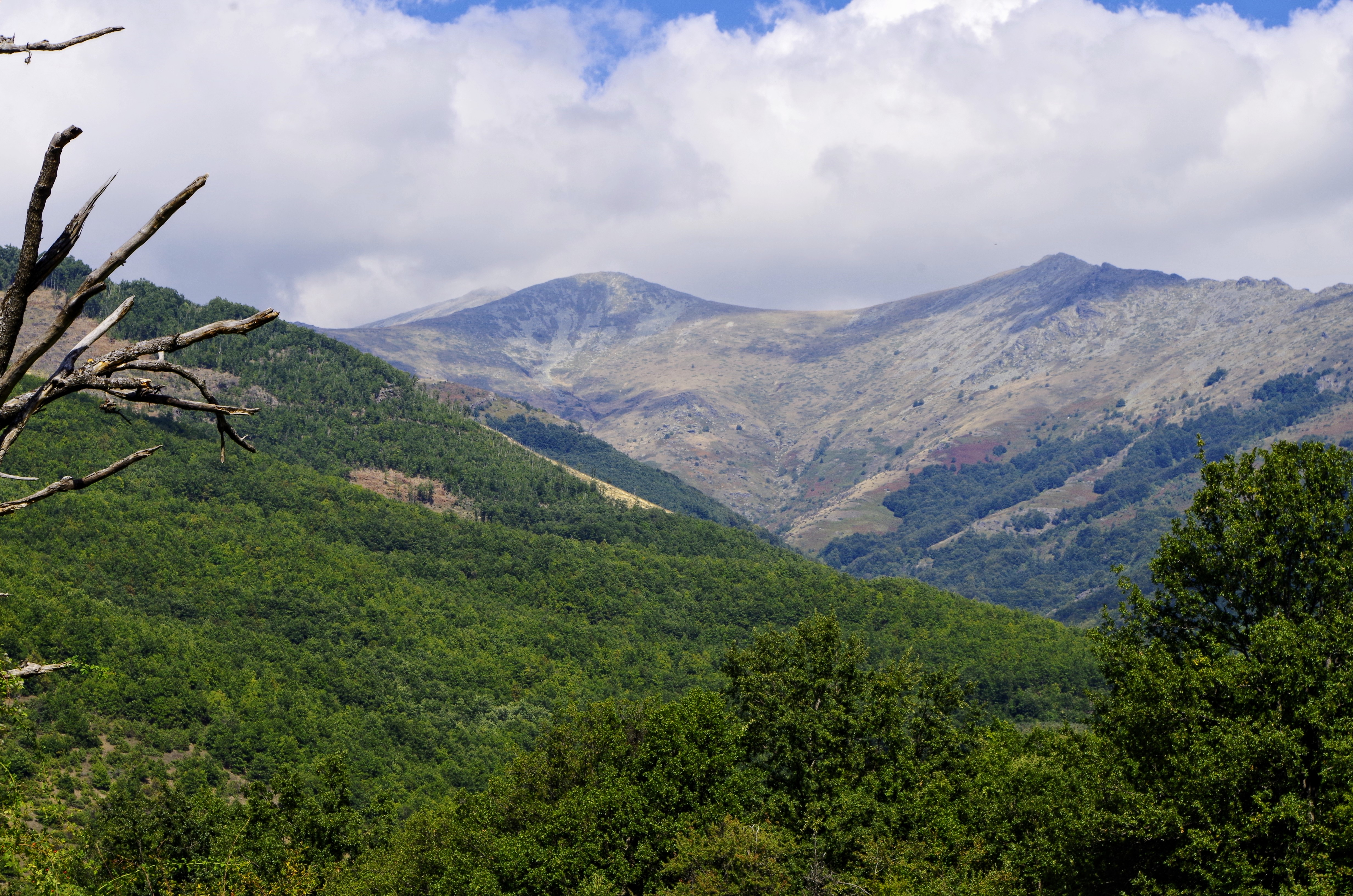
Muntele Baba aflat în apropiere de Bitola.